# Martropía: conversaciones con Spinetta
Martropía: conversaciones con Spinetta, es un libro del periodista argentino Juan Carlos Diez, publicado en 2006, que registra ordenadamente las conversaciones que su autor mantuvo con el músico de rock argentino Luis Alberto Spinetta (1950-2012), a lo largo de cinco años.

## Contenido
El libro está integrado por ocho capítulos principales y cuatro bonus tracks, donde se ordenan temáticamente las conversaciones textuales con de Diez con Spinetta. Tiene además un apéndice con las letras de todas las canciones mencionadas en el libro.
Diez ha dicho que:

Las preguntas las trabajé a partir de esquemas pre pautados, de reflexionar ciertas temáticas y de elegir entre un sinnúmero de cuestionarios. Pero también a partir de los climas y de la espontaneidad. 
También traté de estar atento para poder ahondar temas a través de las re preguntas. Esto surgía directamente en la misma conversación o después de leer con atención la desgrabación y, a partir de allí, elaborar repreguntas. Intenté que hubiera elaboración y, a la vez, espontaneidad y sentido de la oportunidad para lograr sostener el clima y la atención en algo que fuera realmente interesante... yo quería conocer a la persona que construía ese andamiaje flotante de música y poesía. Quería hacerle muchas preguntas al artista, al tipo, y, lejos del cholulismo, el amarillismo y el merchandising, lograr que mostrara algo de su espíritu, de sus pensamientos y su persona. Y, por supuesto, compartirlo con todo aquel que llegué a este libro con su corazón y su cabeza abierta.
Juan Carlos Diez